# Patrulha do Espaço 4
Patrulla do Espacio 4 es el cuarto disco de la Patrulha do Espaço, lanzado en 1983 y grabado y producido por ellos mismos en Afins Studios. Contiene clásicos del grupo como «OVNI's», «No tengas miedo Medo» o «Bruxas».
Leonardo forma parte del grupo hasta dejarlo en 1984 para dedicarse a otros proyectos. También durante parte de la gira de este disco, Castello Jr. seria momentáneamente remplazado por Paulo Tomaz debido a una grave lesión. El disco fue presentado en el Gimnasio Ibirapuera ante 240 00 personas. Posteriormente realizaron una gira incluyendo un show junto Van Hallen, en 1983. Este es un disco imprescindible para los interesados en la evolución del rock en Brasil.

## Lista de canciones
01. Não Tenha Medo
02. Bruxas
03. OVNI´s
04. Atenção
05. Nihil Wave
06. Fogo Cruzado
07. Piratas do Espaço
08. Fantasia
09. NAB
10. Dudu's Bolero

## Músicos
- Rolando Castello Junior - Batería
- Sergio Santana - Bajo y voz líder
- Eduardo Chermont - Guitarra, programación en «Nihil Wave» y Voz